# Валентій-Вільгельм Ванькович
Валентин (Валентій-Вільгельм) Ванькович (14 лютого 1800
(за деякими даними — 1799), село Колюжиці Ігуменського повіту Мінської губернії Російської імперії, зараз Березинський район Мінської області, — 12 травня 1842, Париж, Франція) — художник романтичного напряму, автор відомого портрета Адама Міцкевича «Міцкевич на скелі Аю-Даг» (близько 1831).

## Походження і сім'я

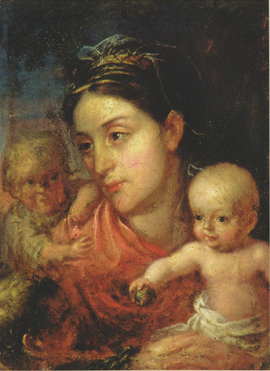
Портрет дружини художника з дітьми. 1834

Належав до давнього шляхетського роду Ваньковичів герба «Лис», представники якого часто займали земські посади в Мінському воєводстві ВКЛ. Народився в сім'ї Мельхіора Олександровича Ваньковича (1775—1842) і його дружини Схоластики Горецької, сестри відомого польського поета Антонія Горецького. Батько Мельхіор володів маєтком Мала Слепянка (нині Сляпянка Мінська) в Мінському повіті і маєтком Колюжиці в Ігуменському повіті Мінської губернії і обіймав посади ігуменського повітового судді (1799—1802) і голови II департаменту Головного суду Мінської губернії (1805—1808).
Валентин (Валентій) Ванькович одружився з Анелею Растоцькою, від якої мав трьох дітей: Адам Валенціевіч Ванькович (1827—1895), який одружився з Амелією Клячковською й був учасником повстання 1863—1864 років; Казимир Валентинович Ванькович (1831—1891), який одружився з Кароліною Артинською (1860—1945); Ян (Ян-Едвард-Леліва) Валентинович Ванькович (1838—1899), який одружився зі Станіславою Яскловською і був учасником повстання 1863—1864 років, командуючи повстанським загоном у Брестському повіті.

## Освіта
Дитячі роки пройшли в Слепянці. Навчався в Полоцькому єзуїтському колегіумі (1811—1818), де захопився живописом, багато копіював з натури. Потім навчався на відділенні літератури і витончених мистецтв Віленського університету професора Яна Рустема (1818—1824), де пробував себе в портреті (переважно членів товариства філоматов і філаретів). Крім того, відвідував заняття на факультеті природничих наук, вивчав оптику і закони поширення світла.
У Вільнюсі вчителем Ванькович був відомий художник Ян Рустем.
За рішенням університетської ради спрямований на завершення мистецької освіти в Імператорську Академію мистецтв у Петербурзі (1825—1828).
За дипломну програму «Подвиг киянина в 988 році» В. Ваньковичу присуджують малу золоту медаль з правом стажування за кордоном.

## Біографія

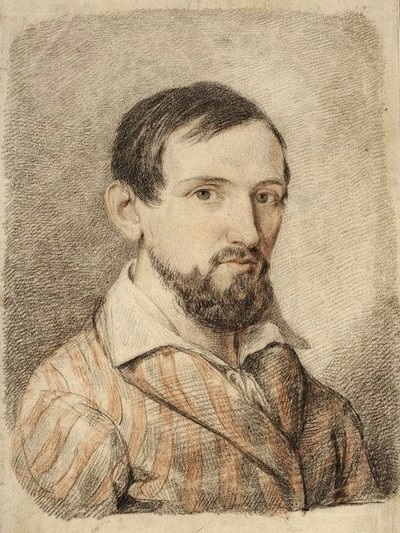
Автопортрет

З 1829 жив у будинку свого брата Едварда Ваньковича (нині вул. Інтернаціональна, будинок зберігся), там же були його друзі — Я. Дамель, М. Кулеша та інші художники, також Станіслав Монюшко, Вінцент Дунін-Марцинкевич та інші. Мав садибу в тодішньому передмісті Мінська Малій Сліпянці (будинок не зберігся), де влаштував майстерню і плідно працював.
У мінській майстерні працював з другом Чеславом Манюшкам, батьком відомого композитора Станіслава Монюшка. У цей час написав портрети батька, сестри Станіслави Гарновської, Домініка Монюшка, дядька Антонія Горецького, дружини Анелі з дітьми, місцевих шляхтичів.
З початком повстання 1830—1831 рр. у Польщі, Литві та Білорусі мав намір приєднатися до повстанців (купив зброю і коня), але тривала хвороба не дала здійснитися цьому.
21 вересня 1832 за портрети, «писані з натури», Петербургська Імператорська академія мистецтв удостоїла В. Ваньковича звання «призначеного» в академії і запропонувала для отримання звання академіка написати сімейний портрет з фігурами в повний зріст.
У липні 1839 виїхав в еміграцію. Перед від'їздом написав заповіт на користь дружини. Відвідав Мюнхен (1840 брав участь там у виставці), Дрезден, Берлін, а 15 вересня 1841 року приїхав у Париж і оселився в будинку свого друга А. Міцкевича на вулиці Д Амстэрдам. У Парижі почав новий етап у своїй творчості, в якому зросли містичні настрої, підтримані давнім другом філософом Андрієм Тавяньським (картини «Апафеоз Наполеона», 1841, «Наполеон над розірваної картою Європи», 1841, «Імпровізуючий Міцкевич», 1841, «Ecce homo», 1842, ікони «Євангеліст Іоанн» і «Свята Клара»). У 1842 році створив свій останній автопортрет.
Помер у Парижі від туберкульозу на руках у Адама Міцкевича, який записав його заповіт: частину своїх картин художник передав своїй сім'ї і друзям юності — А. Міцкевичу і А. Тавянському, інші були продані з аукціону за борги, але суми на всю виплату не вистачило. Похований на кладовищі Монмартр-де-Сен-Дені. Остання його картина «богоматір Остробрамська» зберігається в паризькому соборі Сен-Севярын бел. з 1841 року. Є договір про створення копії цієї картини з участю білоруських художників.

## Творча діяльність

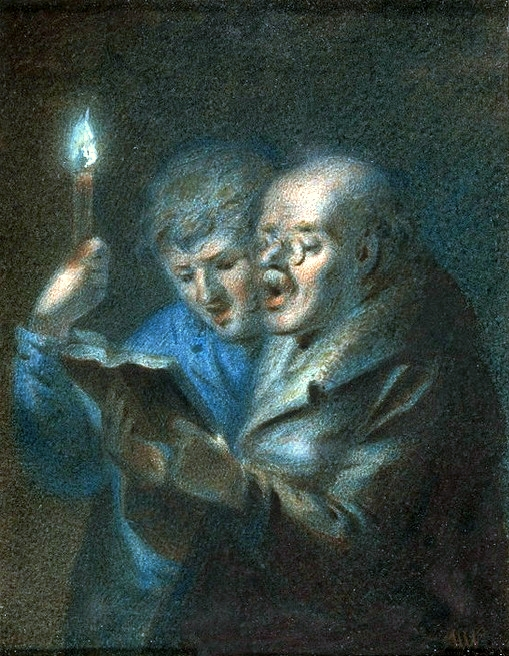
Півчі Віленської кафедри

Портрет Кароля Ліпинського, 1822

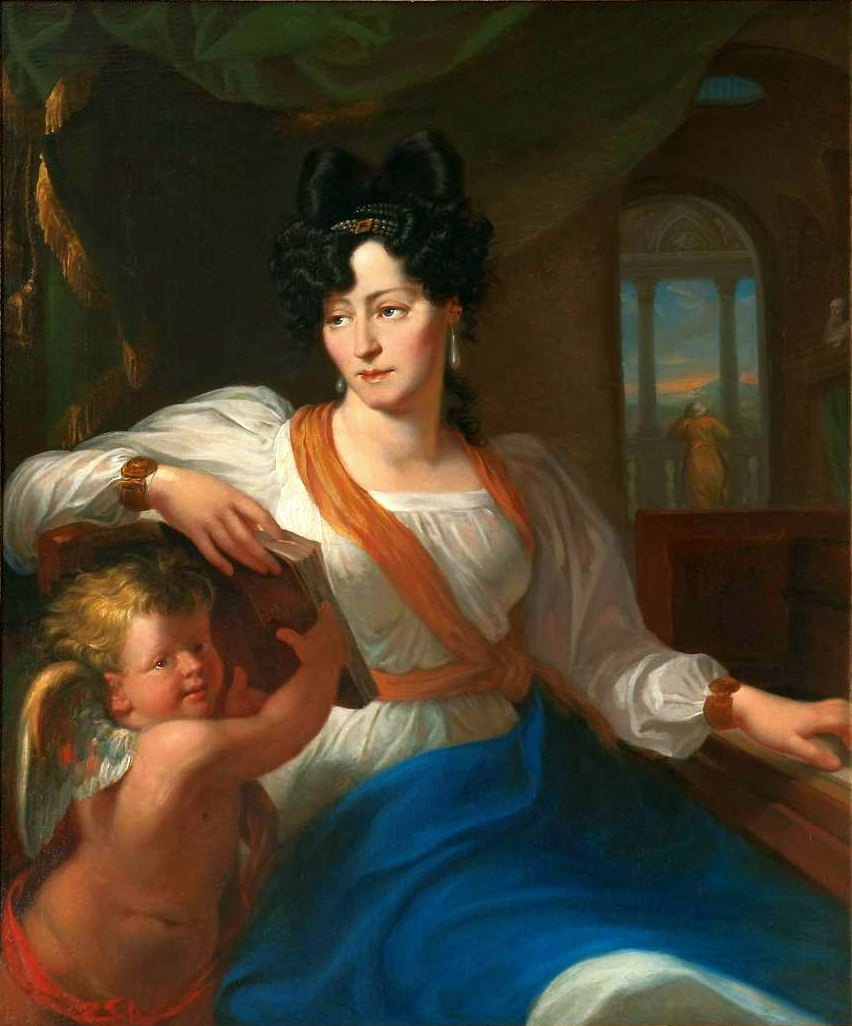
Портрет Марії Шимановської, 1828

Першим вчителем Ваньковича в живопису був майбутній генерал ордену єзуїтів Габріель Грубер, мініатюрист. Уродженець Відня, він багато малював для польського короля Станіслава Августа.
Молодий Ванькович у вільний від навчання час читав старі книги, зібрані в бібліотеці єзуїтів, і копіював картини, які знаходяться в монастирі. Після закінчення шостого класу, він уже вмів малювати мініатюри і портрети маслом, удосконалюючи малюнок і колір.
Але тільки Вільнюс дав по-справжньому проявиться таланту 16-ти річного юнака. Він записався в університет Стефана Баторія, і його взяли на факультет малювання після представлення своїх робіт.
Незабаром, на першій художній виставці факультету образотворчих мистецтв, молодий художник отримує широке визнання своєї творчості, більше за своїх колег.  Ванькович отримує першу нагороду.
Близько 1821 року Ванькович знайомиться в університеті з земляком — Адамом Міцкевичем. Вони слухали один і той же курс лекцій, швидко подружилися. Їхні стосунки стали особливо близькі після того, як мініатюра панни Веращаковської, яка дуже подобалася Міцкевичу, потрапила в його руки. За це поет подякував художника віршем «Do malarza» («Художник»). Від цього часу залишився пастельний малюнок Міцкевича з натури.
Професора любили Ваньковича за скромність, а найбільше пишався ним сам Ян Рустем, в той час вони працювали в одній майстерні. Ваньковича направили від Вільнюського університету на навчання у Санкт-Петербург.
Після 1830 року малювання мініатюр перестала цікавити художника, його приваблювала зараз тільки історична тематика, і тільки в цьому напрямку він хотів працювати.
Однак і до його маєтку в Слепянці дійшов вплив науки Анджея Тавянського. Це негативно відбилося на творчому запалі художника. Спочатку в ньому ще був живий давній ентузіазм. Ванькович був людиною амбітною, але успіхи в Вільнюсі та Петербурзі не мали жодних результатів. Однак, в сорокарічного художника знову прокинулася жага нових успіхів. Він залишив свій будинок і країну і виїхав за кордон.
У Парижі він приєднався до білорусько-польського емігрантського середовища, знову опинився біля Адама Міцкевича. Тут Ванькович потрапив під сильний вплив містицизму і тавіанізму. Єдиним справжнім другом серед цієї духовної боротьби залишався Міцкевич, до якого він переїхав в останні дні свого життя.
Автор портретів А. Міцкевича, А. Горецького, М. Шимановської, Кароля Липинського, Е. С. і Хаминських, А. Монюшка та інших. Характерні картини «Подвиг молодого киянина під час облоги Києва печенігами в 968 році», «Міцкевич на скелі Аю-Даг» (1828), «Наполеон біля багаття» (1834). Серед робіт літографії «Автопортрет», «Голова старого», малюнки «Вигляд руїн в Італії», «Пейзаж» та інші.
Твори художника зберігаються в зібраннях Вільнюсі, Петербурзі, Варшави, Кракова, Парижа. Багато роботи знаходяться в приватних колекціях нащадків тих, кого художник писав в першій половині XIX ст.

## Вшанування пам'яті

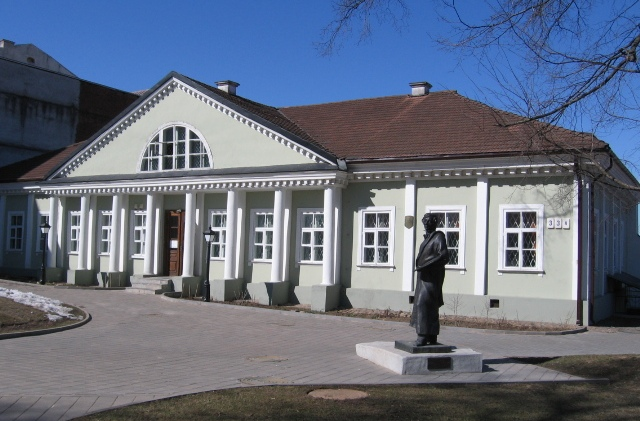
Музей «Будинок Ваньковича» у Мінську

Сьогодні в Мінську діє будинок-музей Ваньковича — пам'ятник палацово-паркової архітектури епохи класицизму — філія Національного художнього музею Республіки Білорусь. В залах музею експонуються архівні документи, фотографії робіт Валентина Ванькович (оригіналів немає). Більшість експонатів була позичена з музеїв у Варшаві.
Поруч з садибою встановлено пам'ятник художнику.
У 2012 році в серії «Знамениті художники Білорусі» вийшов альбом, присвячений творчості Ваньковича.

## Вплив на культуру
Скульптор Володимир Слободчиков та архітектор Юрій Козаков створили скульптурну композицію «Ранок художника», присвячену художнику. Вона встановлена на території філії Національного художнього музею Білорусі «Будинок Ванькович».
А. А. Аникейчик створив скульптуру «Біля джерела. Пушкін і Ванькович».

## Культурна приналежність
Культурну спадщину Валентина Ваньковича вважають своїм поляки, так і білоруси (литвини).
Ім'я художника нерозривно пов'язано з Білоруссю: тут він з'явився на світ, тут народилися його діти, тут він провів найтриваліший період свого творчого життя, створивши безліч портретів друзів, родичів, місцевих шляхтичів.
Говорячи про А. Міцкевича, І. Домейко, С. Монюшка, Ваньковича, В. Сирокомлю, відомий дослідник А. Мальдіс говорить, що ми не маємо права нав'язувати їм, як і «…багато інших діячів культурного порубіжжя XIX ст. наш сьогоднішній менталітет. Ну не пройшли вони ще, не могли пройти шлях від „тутэйшести“, „краевости“, „литовськості“ до білорусскості як національного визначення. І ми повинні тут не порушувати принципи історизму, говорити в даному випадку тільки про елементи білорусскості».
Білоруські роботи описують Валентина Ванькович як художника з білоруським корінням і з завдання культур, пов'язаного також з культурою Білорусі. Автори книги під назвою «Історія білоруського мистецтва» описали його як творця, який вписав яскраву сторінку в історію білоруської малярства першої половини ХІХ століття. «Енциклопедія історії Білорусі» каже, що художник походив з давнього білоруського роду Ваньковичів, а його творчість пов'язана з художнім життям Білорусі, Литви і Польщі.
Численна польська професійна література історії культури і мистецтва показує його як польського художника. Це між іншим «Dzieje kultury polskiej» Олександра Брукнера, «Nowoczesne malarstwo polskie 1764—1939» Тадеуша Добровольского, «Malarstwo polskie» Стефана Казакевича і «Dzieje Polski porozbiorowe (1795—1921)» Маріана Кукеля.

## Виноски
1. ↑  https://www.facebook.com/NHAB1551/posts/pfbid031rNw54NdAN8WrF3sL1DJgWUhGzKiyXM8ZPZJUk9Xayyp4ngYmiwufoeCghVVj8Usl
2. ↑  Benezit Dictionary of Artists — OUP, 2006. — ISBN 978-0-19-977378-7
3. ↑  Internetowy Polski Słownik Biograficzny
4. ↑  Зведений список імен діячів мистецтва — 2010.
5. ↑  Artists of the World Online, Allgemeines Künstlerlexikon Online, AKL Online / Hrsg.: A. Beyer, B. Savoy — B: K. G. Saur Verlag, Verlag Walter de Gruyter, 2009. — ISSN 2750-6088 — doi:10.1515/AKL
6. ↑  https://www.polskipetersburg.pl/hasla/wankowicz-walenty
7. 1 2 3  Чеська національна авторитетна база даних
8. ↑  Биографический справочник. — Т. 5.
9. ↑  Дом-усадьба В. Архів оригіналу за 1 травня 2012. Процитовано 24 червня 2017.
10. ↑  Буйвал В.
11. ↑  Копію твора Ваньковіча з касцёла Сэн-Сэвэрэн у Парыжы створаць з удзелам беларускіх мастакоў. Архів оригіналу за 5 березня 2016. Процитовано 24 червня 2017.
12. ↑  Marek A. Koprowski: Białoruś.
13. ↑  Блукаючы рамантык Валенцій Ваньковіч. Архів оригіналу за 10 березня 2016. Процитовано 24 червня 2017.
14. ↑  У свет выйшла кніга, прысвечаная творчасці беларускага мастака 19 стагоддзя Валенція Ваньковіча[недоступне посилання з червня 2019]
15. ↑  Аб адкрыцці помніка Валенцію Ваньковічу[недоступне посилання з серпня 2019]
16. ↑  Блукаючы рамантык Валенцій Ваньковіч. Архів оригіналу за 10 березня 2016. Процитовано 24 червня 2017.
17. ↑  «Вновь я посетил тот уголок земли…» [Архівовано 4 березня 2016 у Wayback Machine.] (рос.)
18. ↑  Презентация книги «Валентий Ванькович»[недоступне посилання] (рос.)
19. ↑  Мальдзіс, А.
20. 1 2  pod red.
21. 1 2  Aleksander Brückner: Dzieje kultury polskiej.
22. ↑  Tadeusz Dobrowolski: Nowoczesne malarstwo polskie 1764—1939.
23. ↑  Stefan Kozakiewicz: Malarstwo polskie.
24. ↑  Marian Kukiel: Dzieje Polski porozbiorowe (1795—1921).